# 格洛里婭·科特尼克

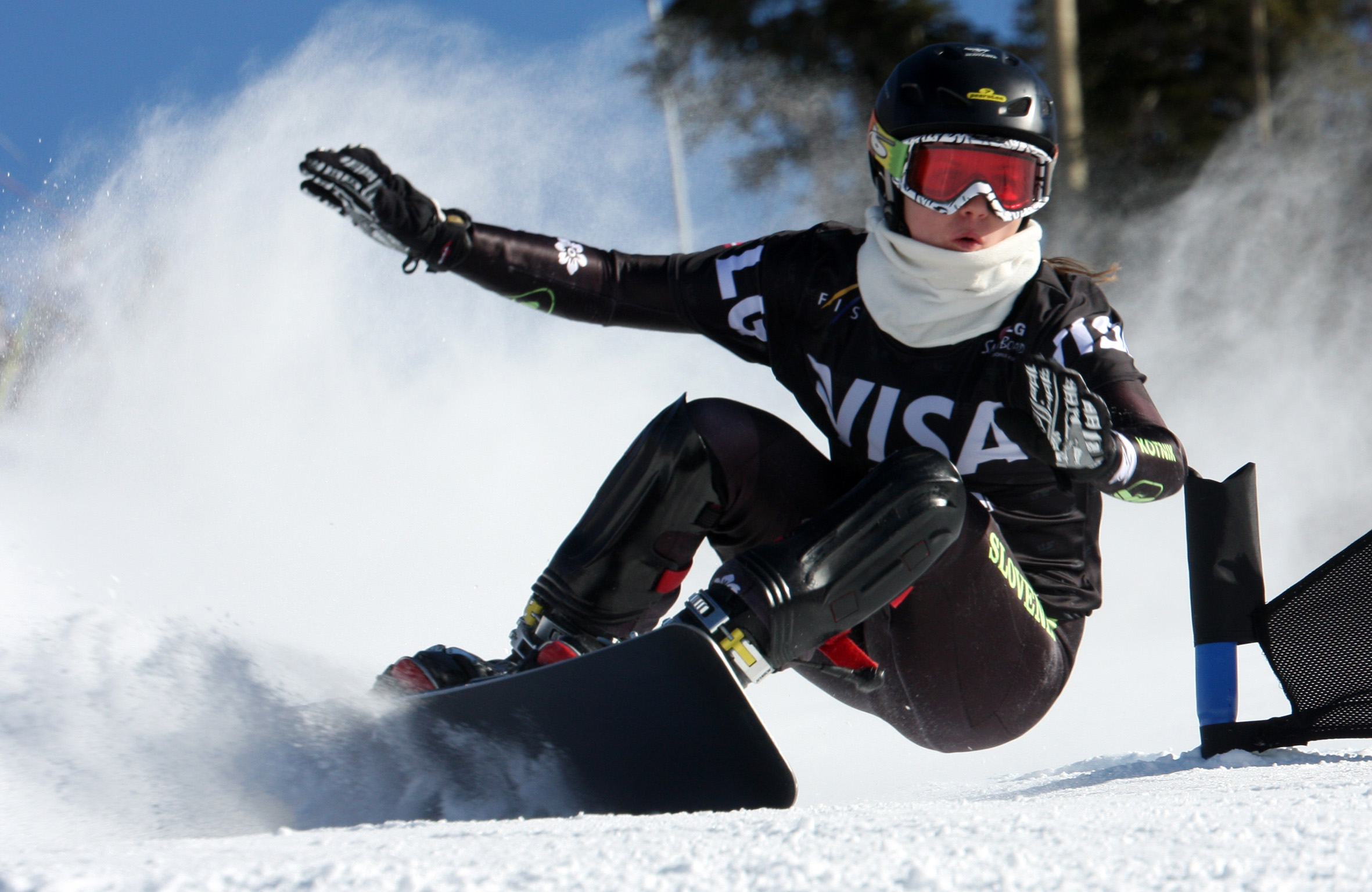
格洛里婭·科特尼克于2009年

格洛里婭·科特尼克（1989年6月1日—），斯洛文尼亞單板滑雪運動員，她代表斯洛文尼亞隊參加了中國舉行的2022年冬季奧林匹克運動會，並且在女子平行大迴轉比賽上獲得銅牌。